# Amo Jesús Nazareno
El Amo Jesús Nazareno, es una escultura de tipo religioso de culto católico, venerado desde hace siglos en la Ermita de Santa Bárbara y Santa Catalina de Alejandría en pleno Centro Histórico de Popayán, capital del Departamento del Cauca en Colombia. Representa un pasaje de la pasión de Nuestro Señor Jesucristo al momento de ser humillado por la guardia romana y coronado de espinas, siendo proclamado como ''Rey de los Judíos''.
Tiene la cualidad de haber sido nombrado como primer patrono de la naciente Popayán proclamado por el pueblo, sin embargo, fue la segunda advocación católica en ser consagrada la protección y patrocinio de la ciudad, por detrás de Nuestra Señora de la Asunción (desde el 15 de agosto de 1537).

## Historia
Desde la fundación de la ciudad en enero de 1537 se fomentó la llegada de órdenes religiosas, familias aristócratas de España y sobre todo de imágenes de culto para los primitivos templos que poco a poco se iban levantando en el centro. Por lo que en 1556 arriba la que se considera la imagen más antigua de la urbe aún en veneración, Nuestra Señora del Rosario de la Orden de los Predicadores a cuya advocación se dedico la actual Iglesia de Santo Domingo.
Inmediatamente después, llegó procedente desde Roma, capital de los Estados Pontificios una imagen de Jesús para vestir, coronado de espinas y flagelado, siendo una obra resaltante de la Escuela Italiana de Arte del Renacimiento tardío, la cual muy posiblemente tuvo como primera morada a la primitiva choza que fungía como la catedral en esos momentos. Cuando en 1617 se finalizó una Ermita a las afueras de la ciudad dedicada a Santa Bárbara de Nicomedia y Santa Catalina de Alejandría (cuyo templo es el más antiguo que aún está en pie de Popayán), se decidió trasladar al Cristo en trono desde la catedral hasta el altar mayor de la capilla con la finalidad de cumplir la función doctrinara del recinto hacia los indios de la región quienes desde entonces lo proclamaron como el primer patrono popular de la ciudad.

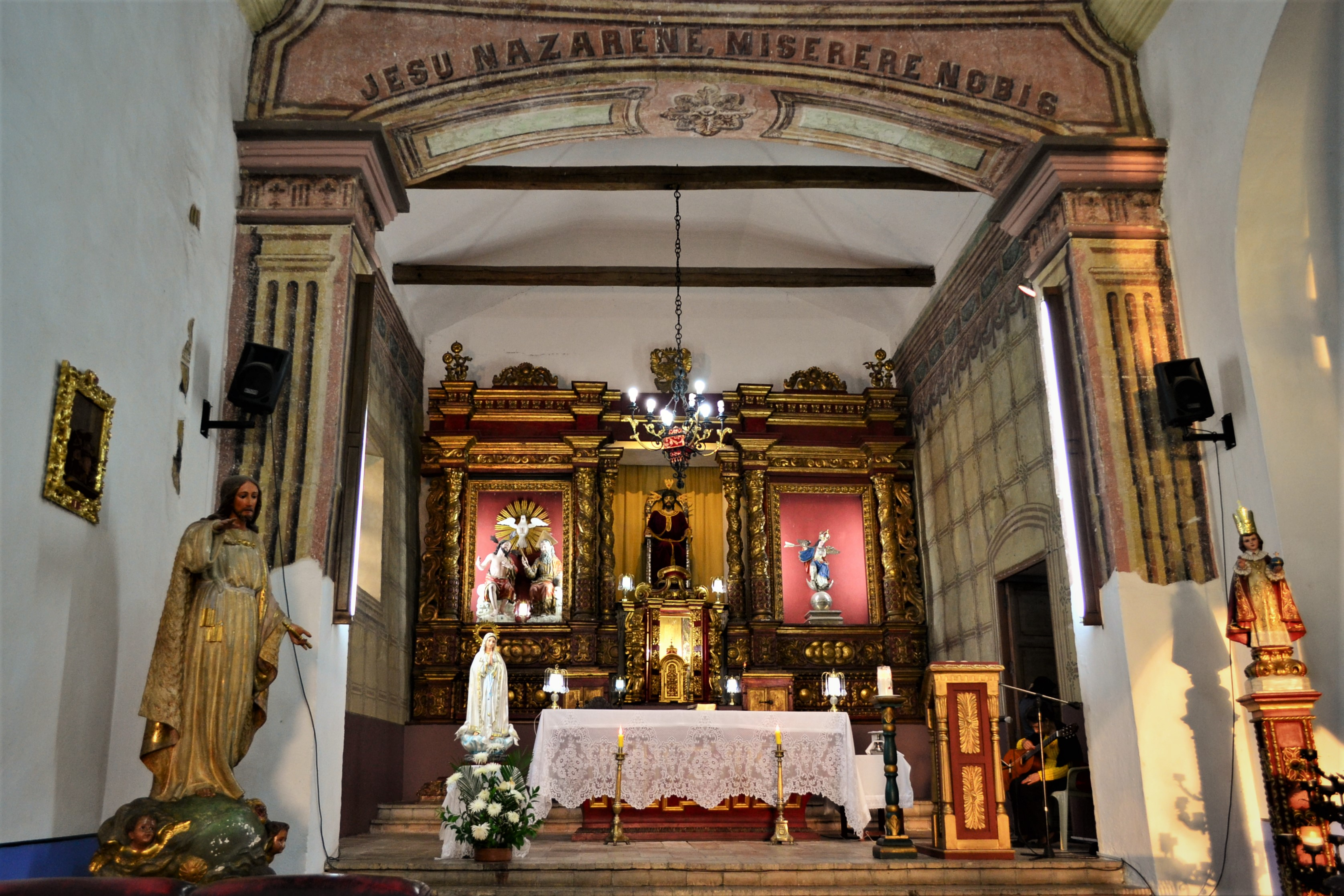
Amo Jesús entronizado en el centro del retablo mayor de la Ermita, obra payanesa del siglo XVII

Gracias a la autorización en el año de 1660 del obispo Vasco Jacinto de Contreras y Valverde al médico don Lorenzo de Mendoza y su esposa doña María de León se pudo restaurar la Ermita y consagrarla bajo el patrocinio del ahora denominado como ''Amo Jesús Nazareno'', siendo también el primer templo de la ciudad dedicado a Jesucristo.
Sin embargo, a fines del siglo XVII don Lorenzo de Mendoza pretendió trasladar la imagen del Amo Jesús a otra iglesia del centro, mientras que se quería reformar la ermita con un hospital adyacente y ser elevada al título de parroquia, pero estos planes se vieron frustrados cuando el rey Carlos II de España ''El Hechizado'' rechazó esta propuesta con la real cédula del 1 de mayo de 1687 argumentando que este templo pertenecía a los más pobres, además de no estar dentro del sector urbano de la entonces ciudad para ser elevada a categoría parroquial.  Negando a su vez el traslado del Nazareno debido a la veneración y culto que recibía por parte de los habitantes, tanto indígenas, mestizos, criollos y españoles.

## Características
El Amo Jesús Nazareno está elaborado en madera policromada y encarnada, de tamaño natural de una persona promedio, es una imagen para vestir por lo que solo están tallados su cabeza, hombros, manos y pies, su expresión y lesiones corporales demuestran un dramatismo propio de las obras renacentistas de esa época, resalta el enorme moretón en su ojo izquierdo que acentúa más el sufrimiento y el crueldad de su pasión.
El cristo cuenta con una corona de espinas engarzada a su frente y tres potencias en oro con piedras preciosas que salen de su cabeza representando (la omnipresencia, omnisciencia y omnipotencia de Dios), el amo viste siempre de sayas amplias de terciopelo rojo Vinotinto con grabados en hilos dorados bordados, al ser articulado se puede sentar en un trono chapado en plata repujada como usualmente se le ve en el altar mayor de la Ermita o ponerlo de pie sobre una base.

## Semana Santa
Siendo la primera advocación de cristo en ser patrono de la ciudad, el Amo Jesús ha cumplido un rol protagónico en las centenarias celebraciones de Semana Santa desde el inicio, ya que según expertos fue una de las primeras imágenes en salir en desfile para las primitivas procesiones desde fines del siglo XVI (junto con las efigies del calvario que también se veneran en la Ermita), además de ser el santo titular del templo más antiguo de Popayán por lo que siempre ha sido activo en las actividades sacras de la semana mayor.
El Amo Jesús Nazareno sale en procesiones de dos días santos distintos:
- El Viernes de Dolores: Sale a procesionar sentado en su trono de plata, representando el tercer misterio doloroso del Santo Rosario ''La Coronación de Espinas de Jesús''.[9]
- El Miércoles Santo: Esta procesión esta dedicada especialmente al Amo Jesús,[10] en este desfile sale de pie cargando la cruz en compañía de las imágenes del Cirineo y un soldado romano (obras quiteñas del siglo XVIII).

## Rogativa por la Paz del Cauca
La Rogativa por la Paz del Cauca tuvo lugar durante la Solemnidad de Jesucristo, Rey del Universo del 24 al 26 de noviembre de 2023 en el Centro Histórico de Popayán, capital del Cauca, Colombia, con motivo de implorar por el cese de hostilidades y de violencia a lo largo de todo el departamento, además de contribuir a la Paz en todo el país.
Este acontecimiento tuvo un carácter único y nunca antes visto en la historia payanesa, con la finalidad de reunir en torno a la devoción solemne a Jesucristo en sus advocaciones de Amo Jesús Nazareno (Por haber sido el primer santo patrono popular de la ciudad) y Santo Ecce Homo que es especialmente extendida en el departamento, cuyos fieles siempre han tenido un especial cariño y fe a Jesús como Salvador y Rey del Universo.

### Exposición del Amo Jesús Nazareno de la Ermita

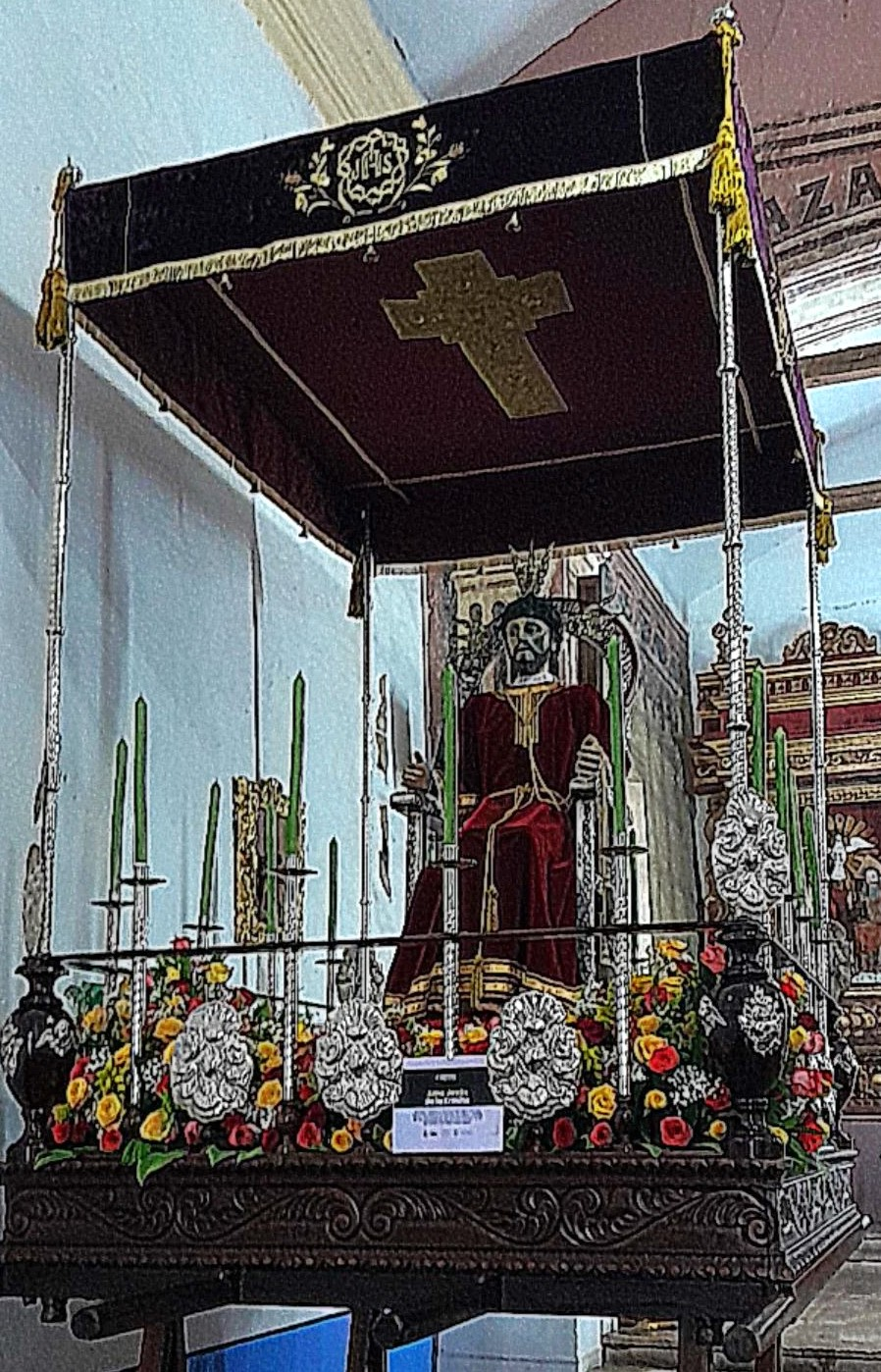
Amo Jesús Nazareno durante su exposición el 25 de noviembre en la Ermita de Popayán

Se realizó el día sábado 25 de noviembre 9:00 a. m. hasta las 6:00 p. m. El paso de El Amo Jesús Nazareno fue expuesto para veneración pública dentro de su santuario principal en la Ermita de Jesús Nazareno, Santa Bárbara y Santa Catalina de Alejandría.

### Eucaristía por la Reconciliación y la Paz del Cauca
Tuvo lugar en la Catedral Basílica de Nuestra Señora de la Asunción a las 9:00 a. m., siendo presidida por el arzobispo de Popayán, Omar Alberto Sánchez Cubillos en concelebración con todos los sacerdotes de las parroquias e iglesias de los lugares de donde provienen todas las advocaciones de Cristo presentes en el Parque Caldas, trasladadas ahí desde las 8 a. m. para la eucaristía.
Teniendo como una de sus imágenes principales al Amo Jesús que se ubicó en la explanada del templo catedralicio.

### Gran Procesión por la Paz del Cauca
El paso de El Amo Jesús Nazareno se ubicó en cuarta posición, situándose entre los pasos de El Santo Ecce Homo de Bello Horizonte por enfrente y El Santo Ecce Homo de la Catedral por detrás, estando también presidido hacia la parte posterior por el Arzobispo de Popayán y el Estandarte de la Junta Permanente Pro Semana Santa de Popayán, portado por sus miembros y síndicos.